# José Demaría Vázquez
José Demaría Vázquez (* 18. September 1900 in Madrid; † 28. Februar 1975 ebenda), auch bekannt als Pepe Campúa, war ein spanischer Fotograf sowie Film- und Theaterunternehmer. Er war der Sohn von José L. Demaría López „Campúa“, ebenfalls ein Fotograf, dessen Künstlernamen er übernahm.

## Biografie
Zuerst versuchte er sich, mit dem Malen zu beschäftigen und besuchte das Atelier des Malers Joaquín Sorolla, den er darum bat, ihn auszubilden. Er kam mit der Zeit darauf, dass die Fotografie und der Journalismus eher seine Bestimmung waren. Er löste sich von seinen Eltern los und gründete die „Agencia Express“. Er fing an, für verschiedene Medien zu arbeiten, unter anderem El Fígaro, Nuevo Mundo, Mundo Gráfico und La Esfera. Während der 20er-Jahre leisteten er und sein Vater wichtige Arbeit bei der fotografischen Dokumentation der Kriege in Nordafrika. Außerdem reiste er in diesen Jahren in verschiedene Länder, um Bilder von aktuellen Geschehnissen zu sammeln.
1922 erlangte er große Anerkennung als der einzige Reporter, der Alfonso XIII auf seiner Reise nach Las Hurdes begleitete. Während dieser Zeit wurde er als einer der besten Grafiker Spaniens betrachtet, neben Alfonso Sánchez Portela, José María Díaz Casariego und Luis Ramón Marín, die für die Zeitschrift seines Vaters, Mundo Gráfico, arbeiteten, bis dieser 1936 ermordet wurde.
Abgesehen von seiner Arbeit als Reporter begann er schließlich, sich auch als Filmunternehmer zu beschäftigen, zuerst im Auftrag des Kinos Royalty. Später gründete er das Kino Actualidades, in dem er seine eigenen Werke präsentierte. 1935 weihte er das Kino Madrid-Paris auf der Gran Vía ein.
Im Juni 1936 errichtete er die Unión de Informadores Gráficos und übernimmt das Amt ihres Präsidenten.
Während des Spanischen Bürgerkriegs machte er besonders viele Fotos von der Front. Viele davon wurden jedoch erst im 21. Jahrhundert gezeigt.
Nach dem Krieg kehrte er in das Theater- und Filmgeschäft zurück und half vielen Künstlern bei ihrer Karriere, jedoch ohne seine ursprüngliche Beschäftigung als Fotograf zu vergessen. Er durfte auch während der Franco-Diktatur weiterarbeiten. Er beteiligte sich an der Zeitschrift Fotos, die 1937 von Manuel Fernández Cuesta gegründet wurde und bis 1963 veröffentlicht wurde.
Er gründete die Agencia Gráfica Campúa, die dann mit nationalen und ausländischen Medien zusammenarbeitete, wie La Vanguardia, ABC, ¡Hola! und andere. Er arbeitete auch oft für den Diktator Franco und für das spanische Königshaus.
Sein Studio befand sich zuerst auf der Gran Vía (damals Avenida de José Antonio), zwischen 1941 und 1948, und von 1949 bis zu seinem Tod auf der Calle Bárbara de Braganza. Dort besuchte ihn eine Vielzahl an Prominenten, um Porträts von ihnen machen zu lassen.

## Persönliches Leben
1925 heiratete er Esther Piñerúa Fernández del Nogal, mit der er eine Tochter hatte. Diese schloss das Fotostudio ihres Vaters nach dessen Tod.

## Auszeichnungen
2006 wurde eine Straße in Jerez nach ihm benannt, nach dem Vorschlag des dortigen Kulturvereins Cine-Club Popular de Jerez. Im Jahre 2010 wurden seine Werke und die einiger seiner Mitarbeiter im Dokumentarfilm Héroes sin armas präsentiert, unter der Regie von Ana Pérez de la Fuente und Marta Arribas. In diesem ging es um die Fotos aus dem Bürgerkrieg, insbesondere von der Front von Madrid.
2018 wurde das Buch Campúa veröffentlicht, das von einer Nachfahrin verfasst wurde.

## Bibliographie
- "Los creadores del reporterismo gráfico", José Luis Jiménez García, in La Voz de Jerez, 13. August 2006
- Andalucía en la Historia, Nº 23.(Centro de Estudios Andaluces. Sevilla, 2009).
- Héroes sin armas, Ana Pérez de la Fuente, Marta Arribas, Dokumentation 36' (Sociedad Estatal de Conmemoraciones Culturales. Madrid, 2010).
- José Demaría "Campúa", VIVIENDO ENTRE FOTOS, Antología de un reportero y artista gráfico. Editorial Península 2013. Autoren: José F. Demaría "Campúa", Rafael Moreno Izquierdo.